# Jan Winkelbruch
Jan Winkelbruch (niem. Johann Winkelbruch, Hans Winckelbruch von Kölln) (zm. 24 sierpnia 1577) – niemiecki kondotier, dowódca wojsk najemnych na usługach Gdańska w latach 1576–1577.
W 1551 roku wsławił się obroną Magdeburga. W 1576 roku został zatrudniony przez patrycjat gdański jako dowódca armii Gdańska w wojnie z królem polskim Stefanem Batorym. W 1577 roku zorganizował 12 tysięczną armię, którą ruszył na Tczew. 17 kwietnia 1577 roku został zatrzymany podczas przeprawy na jeziorze Lubiszewskim przez gwardię królewską i poniósł druzgocącą klęskę w bitwie pod Lubiszewem.  
Po powrocie z resztkami armii do Gdańska skupił się na działaniach defensywnych i umacnianiu fortyfikacji miasta. Zginął w czasie oblężenia twierdzy Wisłoujście przez wojska króla polskiego Stefana Batorego.